# Критинина, Наталья Андреевна
Наталья Андреевна Критинина (узб. Natalya Kritinina; род. 6 января 2001) — узбекистанская пловчиха. Участница Летних Олимпийских игр 2020.

## Биография
В 2018 году она участвовала в соревнованиях по заплыву на 50 метров вольным стилем среди девушек и на 100 метров вольным стилем среди девушек на Летних юношеских Олимпийских играх 2018 года в Буэнос-Айресе. В обоих случаях она не прошла в полуфинал. В 2019 году представляла Узбекистан на Чемпионате мира по водным видам спорта в Кванджу. Она участвовала в женских соревнованиях на 50 метров вольным стилем и на 100 метров вольным стилем среди женщин. В обоих случаях она не прошла до полуфинала.
Наталья Критинина участвовала в заплыве на 50 метров вольным стилем среди женщин на летних Олимпийских играх 2020 года, которые проходили в Токио. Она показала результат 26,93 и заняла последнее место в своей группе.